# Pasma
Pasma is een geslacht van vlinders uit de familie van de dikkopjes (Hesperiidae), onderfamilie Trapezitinae. Ze komen voor in Australië.
De wetenschappelijke naam van het geslacht is voor het eerst geldig gepubliceerd in 1932 door Gustavus Athol Waterhouse. Hij benoemde als typesoort Pasma tasmanicus Miskin, 1889. Dit is tevens de enige soort in dit geslacht.